# XXV Brygada Piechoty (II RP)

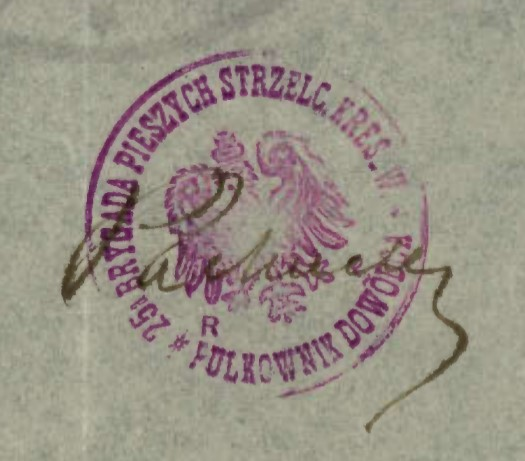
Pułkownik dowódca 25 Brygady Pieszych Strzelców Kresowych pieczęć i podpis Leona Pachuckiego

XXV Brygada Piechoty (XXV BP) – brygada Wojska Polskiego II RP.

## Historia brygady
Na podstawie rozkazu Nr 169.Z II Wiceministra Spraw Wojskowych, generała porucznika Kazimierza Sosnkowskiego z 1 września 1919 roku dotychczasowe dowództwo piechoty 1 Dywizji Strzelców (byłej 1 Dywizji Strzelców Polskich) zostało przeformowane w dowództwo XXV Brygady Piechoty.
XXV BP wchodziła w skład 13 Kresowej Dywizji Piechoty. 
W 1921 roku Dowództwo XXV BP zostało rozwiązane lub przeorganizowane w dowództwo piechoty dywizyjnej.
Początkowo dowództwo brygady sprawował pułkownik Leon Pachucki. Następnie w zastępstwie przez pewien czas pułkownik Paqualen, dowódca 50 pułku Strzelców Kresowych. 10 lipca 1920 roku dowodzenie brygadą przejął podpułkownik Antoni Szylling dotychczasowy dowódca 44 pułku Strzelców Kresowych.

## Organizacja
- dowództwo XXV Brygady Piechoty[1]
- 43 pułk Strzelców Kresowych (dawny 1 pułk Strzelców Polskich 1 DSP)
- 44 pułk Strzelców Kresowych (dawny 2 pułk Strzelców Polskich 1 DSP)